# Artisjus-díj
Az Artisjus-díj célja a kortárs magyar zeneművészeti és irodalmi alkotótevékenység elismerése és ösztönzése, 2001-ben alapította az Artisjus Magyar Szerzői Jogvédő Iroda Egyesület (a korábbi Huszka Jenő-díj és Dankó Pista-díj megszüntetésével egyidejűleg). A díjazottak kiválasztására az egyesület Vezetősége által ad hoc kijelölt szakmai zsűrik ajánlása alapján kerül sor. A díjak átadása ünnepélyes átadó ünnepség keretében zajlik, minden év január 1. és április 30. között, könnyűzenei, komolyzenei és irodalmi területen az alábbi kategóriákban adja ki a díjkategóriák tárgyát képező műfajok műveléséhez magas színvonalon hozzájáruló, kiválasztott művészeknek:
- az év könnyűzenei előadója,
- az év könnyűzeneszerzője,
- az év könnyűzenei szövegírója,
- az év magyarnóta-szerzője,
- az év könnyűzenei produkciója (zenés színházi produkció, hangfelvétel, zenés filmalkotás, rádió vagy televízió műsorszám),
- szövegírói alkotói életműdíj,
- könnyűzenei alkotói életműdíj,
- az év komolyzenei műve(i) (legfeljebb három alkotás),
- Artisjus irodalmi nagydíj (célja az előző év egy kiemelkedő, különösen értékes alkotásának jutalmazása),
- ösztöndíjszerű Artisjus irodalmi díjak (öt szerző díjazható, célja, hogy lehetővé tegye és ösztönözze a tehetségüket már vitathatatlanul bizonyított művészek további alkotómunkáját).

A szerzői jogi törvény 2012-es módosítása miatt az elismeréssel 2013 óta nem jár pénzjutalom. A kitüntetettek oklevelet, a nagydíjasok egy bronzszobrot vehetnek át.

## Artisjus-díjban részesültek

### Az év könnyűzenei előadója
- Szolnoki Péter (a magyar zeneművek bemutatása és megismertetése érdekében végzett kimagasló tevékenységéért) - 2004

### Az év könnyűzeneszerzője
- Romhányi Áron és Pély Barna – 2014
- Szirtes Edina "Mókus" – 2012
- Szűcs Norbert (Oláh Ibolya és Keresztes Ildikó lemezein való közreműködésért) – 2011
- Erdélyi András – 2010
- Oláh Kálmán – 2009
- Kiss Gábor – 2009
- Németh Alajos (a Bikini együttes „Őrzöm a lángot” című lemezért) – 2008
- Mihály Tamás (56 csepp vér c. rockmusical zenéjéért) – 2007
- Kocsák Tibor – 2006
- Hrutka Róbert és Jamie Winchester (Wood&Strings koncert és lemez kapcsán) – 2005
- Rakonczai Viktor – (Zsédenyi Adrienn Zséda című lemeze kapcsán) – 2004
- Knapik Tamás (Hozzám tartozol és Tűzön át c. lemezekért) – 2003
- Kasza Tibor – 2002
- Pásztor László – 2001

### Az év könnyűzenei szövegírója
- Váczi Eszter – 2014
- Beck Zoltán – 2012
- Czutor Zoltán – 2011
- Hobo – 2010
- Szabó Ágnes – 2009
- Orbán Tamás (Gáspár Laci, Mark, Hooligans, Sugarloaf lemezekért) – 2008
- Kara Mihály (a Magna Cum Laude együttes szövegeiért) – 2007
- Kiss Tibor (a Quimby együttes szövegeiért) – 2006
- Hrutka Róbert és Jamie Winchester (Wood&Strings koncert és lemez kapcsán) – 2005
- Lukács László (a Tankcsapda „Élni vagy égni” c. lemezéért) – 2004
- Csordás Tibor (Hozzám tartozol és Tűzön át c. lemezekért) – 2003
- Bornai Tibor – 2002
- Nemes István – 2001

### Az év magyarnóta-szerzője
- Ludvig József - 2024
- Balogh Sándor – 2014
- Jászteleki Sánta József – 2012
- Bognár Gyula – 2010
- Bánfalvi József – 2009
- Pálkerti Zsuzsanna – 2008
- Siliga Miklós – 2007
- Nógrádi Tóth István – 2006
- Bicskey Dániel – 2005
- Vitárius Imre – 2004
- Somogyi Zsolt – 2003
- Vas Gábor – 2002
- Z. Horváth Gyula – 2001

### Az év könnyűzenei produkciója
- Campus Fesztivál – 2014
- Hobo Blues Band búcsúkoncertje (Sportaréna) – 2012
- Szörényi Levente a 2010. december 28-án tartott Hattyúdal című koncertjéért (SportAréna) – 2011
- Palya Bea "Egyszálének" CD – 2010
- Presser Gábor és Gerendai Károly a Magyar Dal Napjáért – 2009
- Demjén Ferenc és Rózsa István a 2007. december 30-i Demjén-koncertért (SportAréna) – 2008
- Gryllus Dániel és a Helikon Kiadó Kft. (Csák János) a Hangzó Helikon sorozatért – 2007
- Dés László és Balázs Elemér a Dés László Balázs Elemér Quartet és a Voces4 Ensemble „Contemporary Gregorian” című lemezéért – 2006
- Ghymes együttes karácsonyi koncertjükért és éGHYMESe c. lemezükért – 2005
- Kovács Ákos Andante c. lemezéért és a hozzá kapcsolódó előadásokért – 2004
- TNT együttes „Unplugged” koncertjéért és lemezéért – 2003
- Sztevanovity Zorán „Így alakult” c. nagylemezéért – 2002
- Budapest Klezmer Band és a Liszt Ferenc Kamarazenekar „Klezmer Szvit” előadásokért – 2001

### Szövegírói alkotói életműdíj
- Bereményi Géza – 2014
- S. Nagy István – 2011
- Miklós Tibor – 2009
- Hajnal István – 2008
- Horváth Attila – 2007
- Fülöp Kálmán – 2003

### Könnyűzenei alkotói életműdíj
- Lerch István – 2014
- Rácz Rezső – 2012
- Malek Miklós – 2012
- Balázs Fecó – 2010
- Gyulai Gaál János – 2008
- Deák Tamás – 2007
- Fenyő Miklós – 2006
- Victor Máté – 2005
- Bergendy István – 2004
- Vukán György – 2002
- Havasy Viktor – 2001

### Az év komolyzenei műve(i)
- Zombola Péter (Requiem) - 2013
- Decsényi János (Samblant de joie című alkotásáért) – 2012
- Szokolay Sándor („Télvégi tavaszváró” c. oratórikus látomásaiért) – 2011
- Pertis Jenő (Ember voltam c. kórusmű) – 2010
- Csapó Gyula (Versenymű brácsára és változó környezetre)	- 2009
- Gyöngyösi Levente (Lukács Passió) – 2009
- Vajda János (Karnyóné c. opera)	- 2008
- Soproni József (II. kamarakoncert) – 2008
- Huszár Lajos (Passió) – 2007
- Bánkövi Gyula (A szél virágai c. darab) – 2007
- Dubrovay László (Versenymű ütőshangszerekre és zenekarra) – 2006
- Dukay Barnabás (A kútnál c. mű) – 2006
- Orbán György (Requiem) – 2005
- Láng István (Vibráló tárgy parabola pályán c. mű) – 2005
- Lendvay Kamilló (Requiem) – 2004
- Sári József (Sonnenfinsternis – Négy zenekari kommentár) – 2004
- Fekete Gyula (Megmentett város c. opera) – 2003
- Serei Zsolt (L’ombre sur le pressure plié c. kamaradarab) – 2003
- Decsényi János (Búcsú egy tovatűnt évszázadtól c. oratórium) – 2002
- Bozay Attila (Az öt utolsó szín c. opera) – 2001
- Jeney Zoltán (A halotti szertartás c. mű I-II-III. része) – 2001

### Artisjus irodalmi nagydíj
Rakovszky Zsuzsa - 2024
- Darvasi László – 2023
- Bereményi Géza – 2022
- Márton László – 2021
- Kovács András Ferenc[1] – 2020
- Takács Zsuzsa – 2019
- Berkovits György – 2018
- Nádasdy Ádám – 2017
- Tőzsér Árpád – 2016
- Kukorelly Endre – 2015
- Pintér Béla – 2014
- Kántor Péter – 2013
- Spiró György – 2012
- Bodor Ádám – 2011
- Balla Zsófia – 2010
- Tandori Dezső – 2009
- Tolnai Ottó – 2009
- Oravecz Imre – 2008
- Gergely Ágnes – 2007
- Ferencz Győző – 2006

### Artisjus Irodalmi Díj
- Mártonffy Marcell - 2020
- Szajbély Mihály - 2020
- Kováts Judit - 2020
- Cselényi Béla - 2020
- Bán Zoltán András - 2019
- Thomka Beáta - 2019
- Száz Pál - 2019
- Markó Béla - 2019
- Földényi F. László - 2018
- Schein Gábor - 2018
- Csabai László - 2018
- Turi Tímea - 2018
- Ladik Katalin – 2017
- Ménes Attila – 2017
- Dérczy Péter – 2017
- György Péter – 2017
- Beck András –  2016
- Bognár Péter – 2016
- Gerőcs Péter – 2016
- Takáts József – 2016
- Háy János – 2015
- Szijj Ferenc – 2015
- Szilágyi Márton – 2015
- Károlyi Csaba – 2015
- Tompa Andrea – 2014
- Havasréti József – 2014
- Takács Zsuzsa – 2014
- Szálinger Balázs – 2013
- Szvoren Edina – 2013
- Szőnyei Tamás – 2013
- Zalán Tibor – 2012
- Papp Sándor Zsigmond – 2012
- Varga Mátyás – 2012
- Borbély Szilárd – 2011
- Győrffy Ákos – 2011
- Tverdota György – 2011
- Krusovszky Dénes – 2010
- Szilágyi Zsófia – 2010
- Tóth Krisztina – 2010
- Balázs Attila – 2009
- Bezeczky Gábor – 2009
- Cserna-Szabó András – 2009
- Forgács Zsuzsa Bruria – 2009
- Závada Pál – 2009
- Bertók László – 2008
- Majoros Sándor – 2008
- Marno János – 2008
- Mesterházi Mónika – 2008
- Vida Gábor – 2008
- Aczél Géza – 2007
- Buda Ferenc – 2007
- Fodor Ákos – 2007
- Géczi János – 2007
- Háy János – 2007
- Kiss Judit Ágnes – 2007
- Kiss Ottó – 2007
- Bernicky Éva – 2006
- Borbély Szilárd – 2006
- Dragomán György – 2006
- Jónás Tamás – 2006
- Temesi Ferenc – 2006

## Előadóművészek és zenepedagógusok díjazása
Az Artisjus Magyar Szerzői Jogvédő Iroda Egyesület 1991-ben hozta létre az Artisjus Zenei Alapítványt azzal a céllal, hogy évente jutalmazza azokat az előadóművészeket, akik a kortárs magyar zeneszerzők műveinek előadásával eredményesen szolgálták művelődésünk ügyét, valamint azokat a személyeket, akik a kortárs magyar zene bel- és külföldi terjesztésében, megismertetésében egyéb módon sikerrel működtek közre.
Az Alapítvány 2006-ban egészítette ki célkitűzéseit az akkreditált alap- és középfokú zenei oktatásban kiemelkedő teljesítményt nyújtó zenepedagógusok jutalmazásával. Erre először 2007-ben került sor.

### Komolyzene

#### 2012
- Berényi Bea-Dratsay Ákos – fuvolaművészek
- Bernáth Ferenc - gitárművész
- Csetényi Gyula – fuvolaművész
- Déri György – gordonkaművész
- Eckhardt Gábor – zongoraművész
- Fábián Márta – cimbalomművész
- Farkas Rózsa – cimbalomművész
- Fejér András – harsonaművész
- Geiger György – trombitaművész
- Gémesi Géza – karmester
- Ittzés Gergely – fuvolaművész
- Klenyán Csaba – klarinétművész
- Körmendi Klára – zongoraművész
- Maros Éva – hárfaművész
- Matuz Gergely – fuvolaművész
- Matuz István – fuvolaművész
- Meláth Andrea – énekművész
- Mindszenty Zsuzsánna – karnagy
- Perényi Eszter – hegedűművész
- Rozmán Lajos – klarinétművész
- Serei Zsolt – karmester
- Skoff Zsuzsannna – énekművész
- Sugár Miklós – karmester
- Szabó Dénes – karvezető
- Szakály Ágnes – cimbalomművész
- Szecsődi Ferenc – hegedűművész
- Szeverényi Ilona – cimbalomművész
- Sziklay Erika – énekművész
- Tihanyi László – karmester
- Varga Zoltán – kürtművész
- Virág Emese – zongoraművész[3]

#### 2010
- Bábel Klára – hárfaművész
- Bokor Jutta – énekművész, hangversenyrendező
- Bubnó Tamás – karnagy
- Csikota József – karnagy
- Dárday Árpád – karmester
- Dr. Szabó János – klarinétművész
- Eötvös József – gitárművész
- Gémesi Géza – karmester
- Gráf Zsuzsanna –karnagy
- Gyöngyössy Zoltán – fuvolaművész
- Gyüdi Sándor – karmester
- Hamar Zsolt – karmester
- Horváth Anikó – csembalóművész
- Horváth Bence – trombitaművész
- Kántor Balázs – gordonkaművész
- Kerek Ferenc – zongoraművész
- Lakner Tamás – karnagy
- Láng Zénó – ütőhangszeres művész
- Mogyorósi Éva – zongoraművész
- Szabó Sipos Máté –karmester
- Szebellédi Valéria – karnagy
- Váradi Judit – zongoraművész
- Záborszky Kálmán – karmester
- Ewald Rézfúvós Együttes
- Musica Nostra

#### 2009
- Antal Mátyás – karnagy
- Gulyás Nagy György – karmester
- Herencsár Viktória – cimbalomművész
- Káip Róbert – harsonaművész
- Kosztándi István – hegedűművész
- Körmendi Klára – zongoraművész
- Kővári Eszter Sára – előadóművész
- Lukács Andrea - előadóművész
- Matuz Gergely – fuvolaművész
- Matuz István – fuvolaművész
- Meláth Andrea – előadóművész
- Mindszenty Zsuzsánna – karnagy
- Nagy Péter – zongoraművész
- Perényi Eszter – hegedűművész
- Podhoransky József – gordonkaművész
- Polonyi Ágnes – hárfaművész
- Rozmán Lajos – klarinétművész
- Sándor Zoltán – karnagy
- Sindel Zsuzsa – csellóművész
- Szabó Soma – karvezető
- Szakács István – zongoraművész
- Szalai András – cimbalomművész
- Szentpáli Roland – tubaművész
- Szepesi János – klarinétművész
- Szűcs Zsuzsanna – fuvolaművész
- Thész Gabriella – karnagy
- Tóth Árpád – karnagy
- Varga Zoltán – kürtművész
- Virág Emese – zongoraművész
- Violinetta duó – Dudás Eszter brácsaművész
- Füzesséry Attila – hegedűművész

Együttesek:
- Rondino együttes
- Budapest Szaxofon Quartett
- Debreceni Filharmonikusok
- EAR együttes

Posztumusz díj: Vékony Ildikó – cimbalomművész

#### 2008
- Altorjay Tamás – énekművész
- Berlász Melinda – muzikológus
- Csincsek Réka – művészeti főtanácsadó
- Farkas Rózsa – cimbalomművész
- Fejér András – harsonaművész
- Fittler Katalin – szerkesztő
- Fülep Márk – fuvolaművész
- Gémesi Géza – karmester
- Gróf Erzsébet – zeneműkiadó
- Gupcsó Gyöngyvér – karvezető
- Gyöngyössy Zoltán – fuvolaművész
- Hollerung Gábor – karmester
- Horváth József – szerkesztő
- Iván Ildikó – énekművész
- Jandó Jenő – zongoraművész
- Jónás Krisztina – énekművész
- Kántor Balázs – gordonkaművész
- Kerek István – hegedűművész
- Klenyán Csaba – klarinétművész
- Kollár Imre – karmester
- Maczák János – klarinétművész
- Maros Éva – hárfaművész
- Medveczky Ádám – karmester
- Schlotthauer Péter – hangmérnök
- Serei Zsolt – karmester
- Skoff Zsuzsanna – énekművész
- Sugár Miklós – karmester
- Szakály Ágnes – cimbalomművész
- Szöllősy József – hegedűművész
- Török Ágnes – karnagy
- Varga Laura – fuvola művész

Együttesek:
- Budapesti Vonósok Kamarazenekar
- Corpus Harsonakvartett
- Marcato együttes
- Solti György Rézfúvós együttes

#### 2007
- Almásy László Attila – orgonaművész
- Áchim Erzsébet – orgonaművész
- Ádám Károly – gordonkaművész
- Deli Gabriella – karnagy
- Drahos Béla – karmester, fuvolaművész
- Eckhardt Gábor – zongoraművész
- Farkas Rózsa – cimbalomművész
- Horváth Mária – énekművész
- Illés Eszter – fuvolaművész
- Kollár Éva – karnagy
- Körmendi Klára – zongoraművész
- Kővári Eszter Sára – énekművész
- Kovács Zoltán – trombitaművész
- Kovács Zoltán – karmester, fagottművész
- Kováts Zoltán – karmester
- Láng Zénó – ütőhangszeres művész
- Matuz Gergely – fuvolaművész, karmester
- Matuz István  – fuvolaművész
- Meláth Andrea – énekművész
- Miksch Adrienn – énekművész
- Mindszenty Zsuzsanna – karnagy
- Rák Béla – gitárművész
- Szakály Ágnes – cimbalomművész
- Tihanyi László – karmester
- Varga Zoltán – kürtművész
- Virág Emese – zongoraművész
- Dratsay Ákos-Berényi Bea – fuvolaművész

Együttesek
- Componensemble
- EAR együttes
- Kölcsey Kórus

#### 2006
- Dobra János – karnagy
- Elek Szilvia – csembalóművész
- Felletár Melinda – hárfaművész
- Fodor Beatrix – énekművész
- Gémesi Géza – karmester
- Gyöngyössy Zoltán – fuvolaművész
- Horváth Bence – trombitaművész
- Ittzés Gergely – fuvolaművész
- Kántor Balázs – gordonkaművész
- Kedves Tamás – gordonkaművész
- Kiss Gy. László – klarinétművész
- Klenyán Csaba – klarinétművész
- Magyari Imre – kürtművész
- Martos László – karmester, zongoraművész
- Mérey Anna – hegedűművész
- Perényi Eszter – hegedűművész
- Rozmán Lajos – klarinétművész
- Sugár Miklós – karmester
- Szabó Dénes – karnagy
- Szabó István – ütőhangszeres művész
- Szentpáli Roland – tubaművész
- Szilvágyi Sándor – gitárművész
- Teleki Miklós – orgonaművész
- Török Géza – karmester
- Vékony Ildikó – cimbalomművész

Együttesek:
- Accord Quartet
- Egri-Pertis duó
- Musica Nostra

#### 2005
- Csalog Gábor – zongoraművész
- Dr. Kerekesné Pytel Anna – karnagy
- Eckhardt Gábor – zongoraművész
- Herencsár Viktória – cimbalomművész
- Horváth Mária – énekművész
- Kircsi László – zeneesztéta
- Kiss Katalin – karnagy
- Kővári Eszter Sára – énekművész
- Matuz Gergely – fuvolaművész
- Matuz István – fuvolaművész
- Mindszenty Zsuzsanna – karnagy
- Molnár László – karmester
- Rajk Judit – énekművész
- Skoff Zsuzsanna – énekművész
- Szakály Ágnes – cimbalomművész
- Szeverényi Ilona – cimbalomművész
- Tihanyi László – karmester
- Varga Zoltán – kürtművész
- Virág Emese – zongoraművész

Együttesek:
- Componensemble
- EAR Kamaraegyüttes
- Ewald Rézfúvós Kvintett
- Magyar Rádió Archívnet Szerkesztőség
- Somogyi-vonósnégyes
- Tomkins Énekegyüttes
- Voces Aequales Énekegyüttes

### Könnyűzene

#### 2012
- Balogh László – dobművész
- Doór Róbert – bőgőművész
- Éliás Gyula Jr. – énekes
- Fenyvesi Márton – gitárművész
- Gombai Tamás – hegedűművész
- Kardos Norbert – zongoraművész
- Nagy László – gitárművész
- Róbert Balázs – hangmérnök
- Rúzsa Magdi – énekesnő
- Temesi Bertalan – basszusgitár művész

Életműdíj: Bródy János – Kossuth-díjas előadóművész

#### 2011
- Alapi István – gitárművész
- Baló István – dobművész
- Barabás Tamás – basszusgitár művész
- Cserta Balázs – népi fúvós hangszer művész
- Falusi Mariann – előadóművész
- Gyenes Béla – szaxofonművész
- Hámori János – trombitaművész
- Juhos Gábor – hangmérnök
- Nagy Viktor Dániel – harsonaművész
- Pálvölgyi Géza – keyboard művész
- Rátonyi Róbert – keyboard művész
- Szabó P. Szilveszter – előadóművész
- Szőke Szabolcs – gadulkaművész
- Vizeli Balázs – hegedűművész

Életműdíj: Bradányi Iván – szövegíró

#### 2010
- Csávás Attila – tárogatóművész
- Dán András – dobművész
- Dés András – percussionművész
- Fekete Tibor – basszusgitárművész
- Illényi Katica – hegedűművész
- Kurina Tamás – hangmérnök
- Lamm Dávid – gitárművész
- Nagy Anikó – előadóművész
- Oláh Tzumo Árpád – billentyűs hangszerek művész
- Sárik Péter – zongoraművész
- Szekeres Adrien – előadóművész
- Szepesi János – klarinétművész

Életműdíj: Wolf Péter – Erkel Ferenc-díjas zongoraművész, karmester

#### 2009
- Kaltenecker Zsolt – billentyűművész
- Födő Sándor – percussionművész
- Kaszás Péter – dobművész
- Dayka Krisztián – gitárművész
- Bársony Bálint – szaxofonművész
- Varga Gábor – trombitaművész
- Szalóky Béla – harsonaművész
- Lukács Miklós – cimbalomművész
- Deseő Csaba – hegedűművész
- Juhász Zoltán – furulyaművész
- Frey György – basszusgitárművész
- Fischl Mónika – előadóművész
- Feke Pál – előadóművész
- Németh Zoltán – hangszerelő
- Jánossy Béla – hangmérnök
- Major Bence – ütőhangszerek ( egyetemi hallgató)

Életműdíj: Bolba Lajos

#### 2008
- Bizják Gábor – kürt
- Bujtor Balázs – hegedű
- Cseke Gábor – zongora
- Deák Bill Gyula – előadóművész
- Debreceni Csaba – dob
- Horváth József – nagybőgő
- Korb Attila – harsona
- Oláh Szabolcs – gitár
- Orosz Zoltán – harmonika
- Pál István – duda, furulya
- Szabó Tamás – szájharmonika
- Szentpáli Roland – tuba
- Tóth Vera – előadóművész

Életműdíj: Selényi Dezső – harsona
Posztumusz díj: Kiss István – hangmérnök

#### 2007
- Bacsó Kristóf – szaxofon
- Balázs Gábor – basszusgitár
- Barbinek Gábor – harsona
- Juhász Gábor – gitár
- Mahó Andrea – előadóművész
- Mohay András – dob
- Puskás Csaba – trombita
- Révész Richárd – zongora
- Silló István – karmester
- Versendi Kovács József – tamburaprímás

Életműdíj: Korda György – előadóművész

#### 2006
- Berki Tamás – énekes előadóművész
- Csepregi Gyula – szaxofon
- Fekete István – trombita
- Fekete Tibor – basszusgitár
- Gallai Péter – billentyűs hangszerek
- Gyenge Lajos – dob
- Lukács Péter -gitár
- Pál István "Szalonna" – hegedű
- Schreck Ferenc – harsona
- Szalóki Ágnes – énekes előadóművész
- Tóth Gyula – gitár

Életműdíj:
- Kovács Kati – Liszt Ferenc- és Kossuth-díjas előadóművész
- Horváth Charlie – Liszt Ferenc-díjas előadóművész

#### 2005
- Balogh Kálmán – cimbalomművész
- Barvich Iván – népi fúvós és pengetős hangszerek művésze
- Becze Gábor – nagybőgőművész
- Csiszár Péter – szaxofonművész
- Daczi Zsolt – gitárművész
- Donászy Tibor – dobművész
- Kátai Zoltán – előadóművész
- Kováts Kriszta – színművész, énekes
- Lantos Zoltán – hegedűművész
- Nagy János – zongoraművész
- Orczi Géza – ütő- és pengetős hangszerek művésze
- Sipeki Zoltán – gitárművész
- Solti János – dobművész
- Szemenyei János – színművész, énekes
- Szirtes Edina "Mókus" – hegedű- és harmonikaművész
- Szokolay "Dongó" Balázs – szaxofon- és furulyaművész
- Zsoldos Tamás – basszusgitárművész
- Együttes: Bergendy-együttes

Életműdíj: Koós János előadóművész

### A kortárs zeneművek terjesztése

#### 2011[4]
- Elekes Tibor (hangmérnök)
- Feuer Mária (főszerkesztő)
- Fittler Katalin (szerkesztő)
- Igric György (Filharmónia Budapest ügyvezető igazgatója)
- Lukácsházi Győző (műsorvezető)
- Rajk Judit (műsorszerkesztő)

#### 2009[5]
- Aradi Márta
- Igric György (Filharmónia Budapest ügyvezető igazgatója)
- Győri Noémi
- Madaras Gergely

#### 2006[6]
- Aggházy Eszter (Magyar Zeneművészeti Társaság ügyvivője)
- Baross Gábor (Győri Filharmonikusok igazgatója)
- Berlász Melinda (zenetörténész)
- Domonkos Máté (szerkesztő)
- Fittler Katalin (szerkesztő)
- Göllesz Zoltán (szerkesztő)
- Gőz László (Budapest Music Center vezetője)
- Horváth Jerne (szerkesztő)
- Horváth István (hangmérnök)
- Igric György (Filharmónia Budapest ügyvezető igazgatója)
- Kiss Ernő (Vántus István Társaság titkára)
- Száz Kriszta (kulturális főelőadó)
- Várnai Gyula (szerkesztő)

#### 1999[7]
- Ábrahám Mariann (zongoraművész, tanár)
- Bácskai Irén (Magyar Zeneszerzők Egyesületének ügyvezető titkára)
- Bartalus Ilona (zenepedagógus, a Duna Televízió zenei szerkesztőségének vezetője)
- Dorozsmai Péter (hangmérnök)
- Horváth István (hangmérnök)
- Szigeti István (HEAR Stúdió művészeti vezetője)
- Szita István (hangmérnök)
- Igric György (Filharmónia Budapest ügyvezető igazgatója)
- Máté Péter (Budapesti Őszi Fesztivál szervezője)
- Szigetvári Andrea (hangmérnök)

### Zenepedagógusok

#### 2008[8]
- Antoni Andrea
- Aszalós Tünde
- Bagó Gizella
- Balogh Katalin
- Bozóki Andrea
- Csetényi Gyula
- Friedrich Károly
- Gulyás Erika
- Herpai Ágnes
- Illés Mária
- Kemény Krisztina
- Kertész Attila
- Kovács Brigitta
- Kovácsné Fódi Krisztina
- Kozma László
- László Éva
- Lestákné Czeróczki Judit
- Lukács Andrea
- Dr. Makláryné Baranyai Valéria
- Németh Rudolf
- Nesztor Iván
- Oláh Ferenc
- Őri Csilla
- Pál Lajos
- Papp Attila
- Puskás Levente
- Regősné Nyírő Ildikó
- Roth Ede
- S. Dobos Márta
- Sebőkné Kós Szilvia
- Siklósi Gábor
- Subitz Marsi Edit
- Szilágyi Pálma
- Timár Gábor
- Timkó Gábor
- Tornoczky Ferenc
- Uhereczky Eszter
- Újházy László
- Vakler Anna
- Vargáné Korchma Fruzsina
- Wambach Ferencné
- Wendler Tibor

#### 2007[9]
- Ábrahám Mariann
- Balogh Gábor
- Barnabás Zoltán
- Berkes Balázs
- Bokor György
- Deliné Soós Ágnes
- Dezső Marianna
- Enreiter István
- Ernyei László
- Esze Jenő
- Fazekas Ágnes
- Fekete Győr István
- Fekete István (zenész)
- Fekete Mária
- Gallai Attila
- Hoffmann Lászlóné Kemenes Vera
- Hraschek Katalin
- Igaliné Büttner Hedvig
- Ittzés Vilma
- Kapásné Pichner Teréz
- Kerekné Fekete Éva
- Kraszna László
- Marosné Kovács Tünde
- Matuzné Vas Kati
- Molnárné Svikruha Márta
- Pallagi Judit
- Papp Istvánné
- Peresztegi Attila
- Polányiné Takács Judit
- Réger Mónika
- Regős István
- Sára Erika
- Selényi Dezső
- Sipos Antal
- Szászné Réger Judit
- Dr. Szabó Szabolcs
- Szabó Tibor
- Sztán István
- Tóth János Rudolf
- Tőkés Mária Tünde
- Tamás Attila
- Teőke Marianna
- Tillainé Merácz Ágnes
- Varga György
- Veres István
- Zsigmond Zoltán